# Панет (місячний кратер)
Кра́тер Пане́т (лат. Paneth) — великий древній ударний кратер в північній півкулі на зворотньому боці Місяця. Назва кратеру надана в честь німецького хіміка і геохіміка Фрідріха Адольфа Панета (1887–1958) і затверджена Міжнародним астрономічним союзом в 1970 р. Утворення кратера відноситься до нектарського періоду.

## Опис кратера
Найближчими сусідами кратера є кратер Кремона на півночі, кратер Буль на сході-північному сході і кратер Смолюховський, що прилягає до південно-західної частини кратера Кремона. Селенографічні координати центру кратера 62 ° 36 'с. ш. 94 ° 38 'з. д.62.6 ° с. ш. 94,63 ° з. д., діаметр 60,9 км, глибина 2,7 км.
Кратер Панет має кругову форму і помірно зруйнований. Вал згладжений, але зберіг досить чіткі обриси, південно-східний край валу перекритий сателітним кратером Панет K. Внутрішній схил валу широкий, зі слідами террасоподібної структури. Висота валу над навколишньою місцевістю сягає 1250 м, об'єм кратера становить приблизно  3700 км³  . Дно чаші відносно рівне, у східній частині чаші розташовані два примітних невеликих кратери. Здвоєний центральний пік дещо зміщений на південь від центру чаші.

## Сателітні кратери

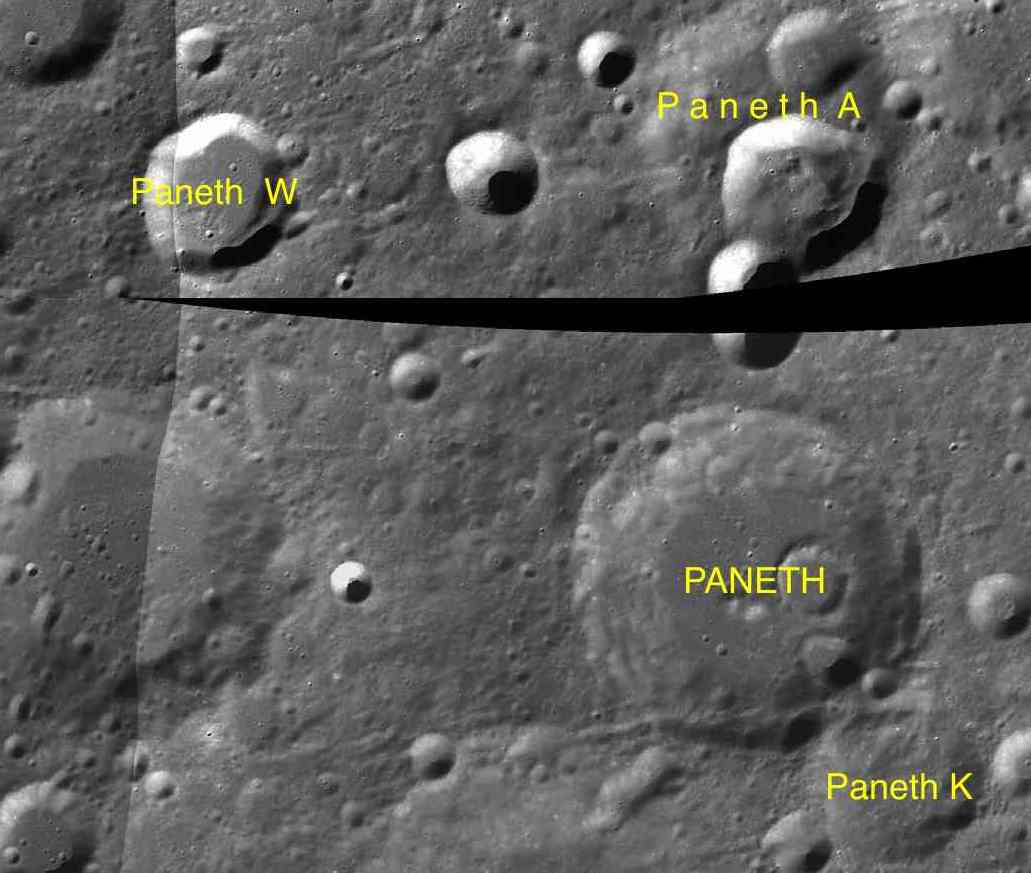
Фрагмент карт LAC-9, LAC-21.

| Панет | Координаты                                                  | Діаметр, км |
| ----- | ----------------------------------------------------------- | ----------- |
| A     | 64°52′ пн. ш. 93°53′ зх. д. / 64.86° пн. ш. 93.89° зх. д.   | 47,8        |
| K     | 61°29′ пн. ш. 92°49′ зх. д. / 61.49° пн. ш. 92.82° зх. д.   | 30,9        |
| W     | 64°44′ пн. ш. 101°23′ зх. д. / 64.74° пн. ш. 101.39° зх. д. | 29          |